# Brian Thompson
Brian Thompson, född 28 augusti 1959 i Ellensburg, Washington, är en amerikansk skådespelare.
Hans utmärkande fyrkantiga haka, djupa röst och långa (191 cm), muskulösa kropp har gjort honom till en populär skådespelare i många actionfilmer, främst kanske som skurk. 
En av hans första roller var i Arnold Schwarzeneggers Terminator. 
Han har också bland annat medverkat i en mängd tv-serier såsom Arkiv X, NCIS, Buffy och vampyrerna, Förhäxad, Vampyrernas hemlighet, Gothams änglar, Star Trek: Enterprise, Walker, Texas Ranger, Baywatch, Star Trek: Deep Space Nine, Renegade, Par i brott, Knight Rider, Falcon Crest och Star Trek: The Next Generation.
Han har svart bälte i Hapkido.

## Filmografi (urval)
- 2005 – Star Trek: Enterprise (TV-serie)
- 2004 - NCIS, avsnitt The Truth Is Out There (gästroll i TV-serie)
- 2002 - Gothams änglar, avsnitt Split (gästroll i TV-serie)
- the order 2001
- 2000 och 2003 - Förhäxad (gästroll i TV-serie; 3 avsnitt)
- 1999 - Baywatch, avsnitt The Hunt (gästroll i TV-serie)
- 1997-1998 - Buffy och vampyrerna (gästroll i TV-serie; 4 avsnitt)
- 1997 – Mortal Kombat: Annihilation - Shao Kahn
- 1997 – Perfect Target - Major Oxnard
- 1996 – Dragonheart - Brok
- 1996 – Vampyrernas hemlighet (TV-serie)
- 1995-2000 - Arkiv X (gästroll i TV-serie; 9 avsnitt)
- 1994 – Star Trek: Generations - Klingon Helm
- 1993 och 1996 - Star Trek: Deep Space Nine (gästroll i TV-serie; 2 avsnitt)
- 1993 - Walker, Texas Ranger, avsnitt Family Matters (gästroll i TV-serie)
- 1992 - Renegade, avsnitt Final Judgement (gästroll i TV-serie)
- 1991 – Det våras för slummen - Mean Victor
- 1990 – Lionheart - Russell
- 1990 – Moon 44 - Jake O'Neal
- 1989 - Star Trek: The Next Generation, avsnitt A Matter of Honor (gästroll i TV-serie)
- 1988 – Fright Night Part 2 - Bozworth
- 1987 – Falcon Crest (TV-serie)
- 1987 – Commandos slår till - Clint Jensen
- 1986 – Cobra - Night Slasher
- 1985 - Knight Rider, avsnitt Sky Knight (gästroll i TV-serie)
- 1985 - Par i brott, avsnitt Moonlighting (Pilot) (gästroll i TV-serie)
- 1984 – Terminator - punkare